# Fanny Rosenfeldová
Fanny „Bobbie“ Rosenfeldová (28. prosince 1903 – 14. listopadu 1969) byla kanadská atletka, která na letních olympijských hrách 1928 v Amsterdamu získala zlatou medaili na 100 metrů štafetu a stříbrnou medaili na 100 metrů. V roce 1949 byla jmenována „kanadskou ženskou atletkou v polovině století“ a hvězda v basketbalu, hokeji, softballu a tenisu. Byla jmenována kanadskou atletkou první poloviny století (1900–1950). Také byla nazývána Bobbie pro její „ostříhaný“ účes. Cena Bobbie Rosenfeld Award je pojmenována na její počest. Byla také uvedena do sportovní síně slávy v Ontariu v roce 1996.